# Boccardiella magniovata
Boccardiella magniovata är en ringmaskart som beskrevs av Read 1975. Boccardiella magniovata ingår i släktet Boccardiella och familjen Spionidae.
Artens utbredningsområde är havet kring Nya Zeeland. Inga underarter finns listade i Catalogue of Life.